# Matthias Behr
Matthias Behr   (Tauberbischofsheim, 1 d'abril de 1955) és un tirador d'esgrima alemany, ja retirat, especialista en floret, que va competir sota bandera de la República Federal Alemanya durant les dècades de 1970 i 1980. És germà del també tirador d'esgrima Reinhold Behr. És casà amb Zita Funkenhauser.
El 1976 va prendre part en els Jocs Olímpics d'Estiu de Montreal, on disputà dues proves del programa d'esgrima. En la prova del floret per equips guanyà la medalla d'or, mentre en la del floret individual quedà eliminat en sèries. El 1984, als Jocs de Los Angeles, després de la pausa causada pel boicot als Jocs de Moscou de 1980, guanyà la medalla de plata en la competició del floret individual i floret per equips. El 1988, a Seül, disputà els seus tercers i darrers Jocs Olímpics. Guanyà la medalla de plata en la prova del floret per equips, mentre en la del floret individual quedà eliminat en sèries.
En el seu palmarès també destaquen nou medalles al Campionat del món d'esgrima, tres d'or, quatre de plata i dues de bronze, entre les edicions de 1973 i 1987. També va guanyar dos campionats nacionals de floret, el 1973 i 1985, així com deu campionats nacionals per equips, amb el seu club local, el FC Tauberbischofsheim.
El 1982 es va veure implicat en la mort de Volodímir Smirnov, vigent campió olímpic, durant un combat del Campionat del món d'esgrima.